# 16672 Bedini
16672 Bedini (1994 BA1) là một tiểu hành tinh vành đai chính được phát hiện ngày 17 tháng 1 năm 1994 bởi A. Boattini và M. Tombelli ở Cima Ekar.